# セントヘレナ空港
セントヘレナ空港（セントヘレナくうこう、英語: Saint Helena Airport）は、 イギリス海外領土のセントヘレナ・アセンションおよびトリスタンダクーニャを構成するセントヘレナ島に位置する空港である。

## 概要
滑走路の建設は2015年に完了し、空港は2016年に開港した。初の定期便は遅れたが、2016年5月から一般航空便、チャーター便、医療避難便が空港に就航できるようになった。
この空港は2017年10月14日に定期商業サービスを開始、南アフリカ共和国の航空会社エアリンクがエンブラエルE190-100IGWを使用し、ヨハネスブルグのORO・R・タンボ国際空港からナミビアのウォルビスベイ空港を経由する週1便での運航を開始、ウインドシアの影響により開港後一年半は、小型ジェット旅客機での運航となった。
アセンション島とセントヘレナ間では毎月チャーター便が運航されている。